# Ford Taunus P4
La Ford Taunus 12 M est une petite voiture familiale qui a été produite par Ford Allemagne entre septembre 1962 et août 1966.
Le nom Taunus 12M a également été appliqué aux modèles Ford suivants, raison pour laquelle la voiture est généralement identifiée, rétrospectivement, en tant que Ford Taunus P4. C'était la quatrième Ford allemande nouvellement conçue à être lancée après la guerre et pour cette raison, elle était depuis sa création connue au sein de la société sous le nom de Ford Project 4 (P4) ou de Ford Taunus P4.
Plus inhabituel, à l'origine la voiture n'a pas été conçue pour une production en Allemagne, mais pour être produite en Amérique du Nord et vendue sous le nom de Ford Cardinal, en tant que concurrente locale de la Volkswagen. Un changement de stratégie à la dernière minute a vu les plans de production américains annulés, et en 1960, Ford Allemagne a reçu un nouveau design moderne et entièrement développé qu'ils ont adapté aux conditions allemandes afin de remplacer leur, désormais très obsolète, Ford Taunus P1.

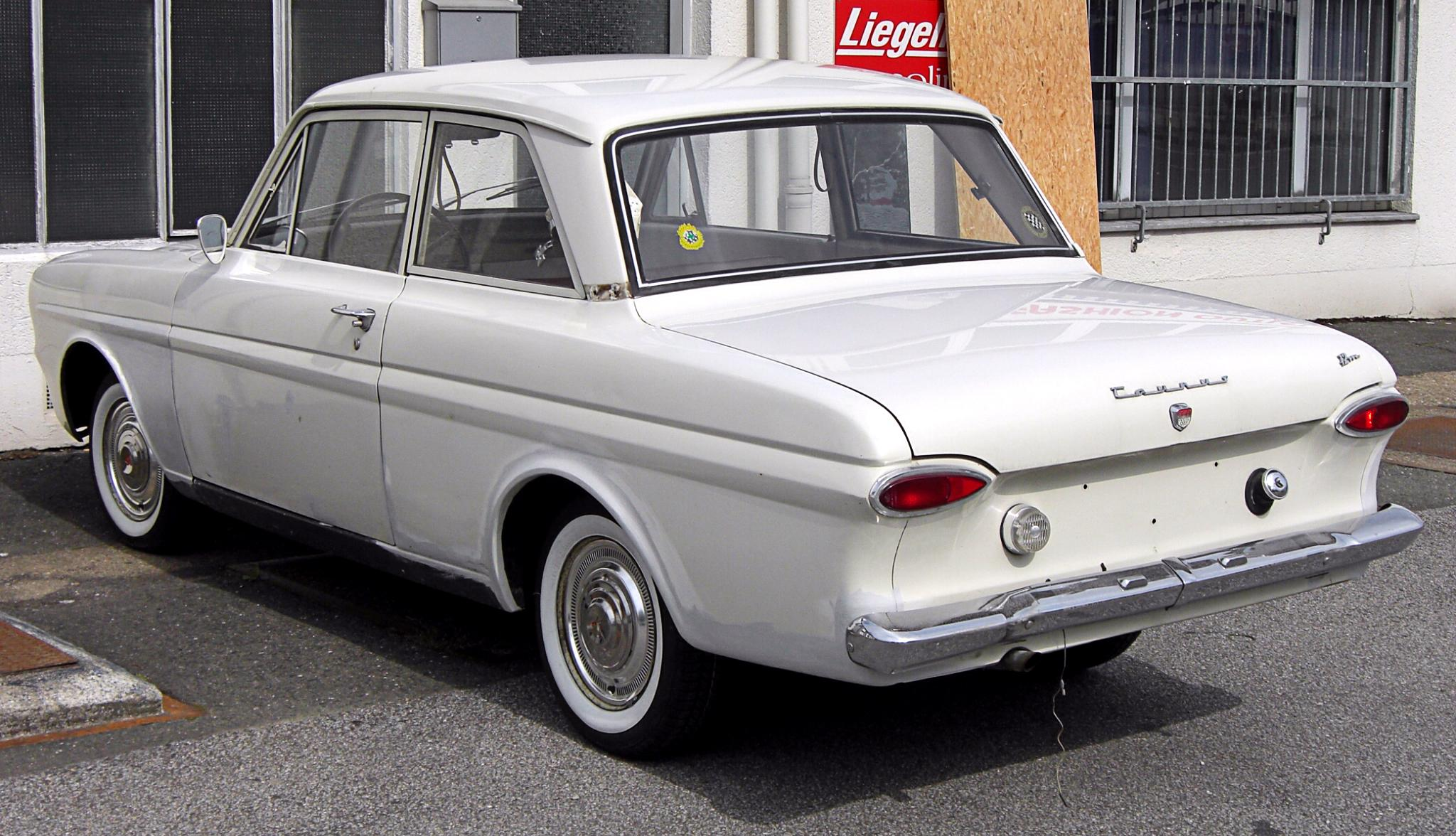
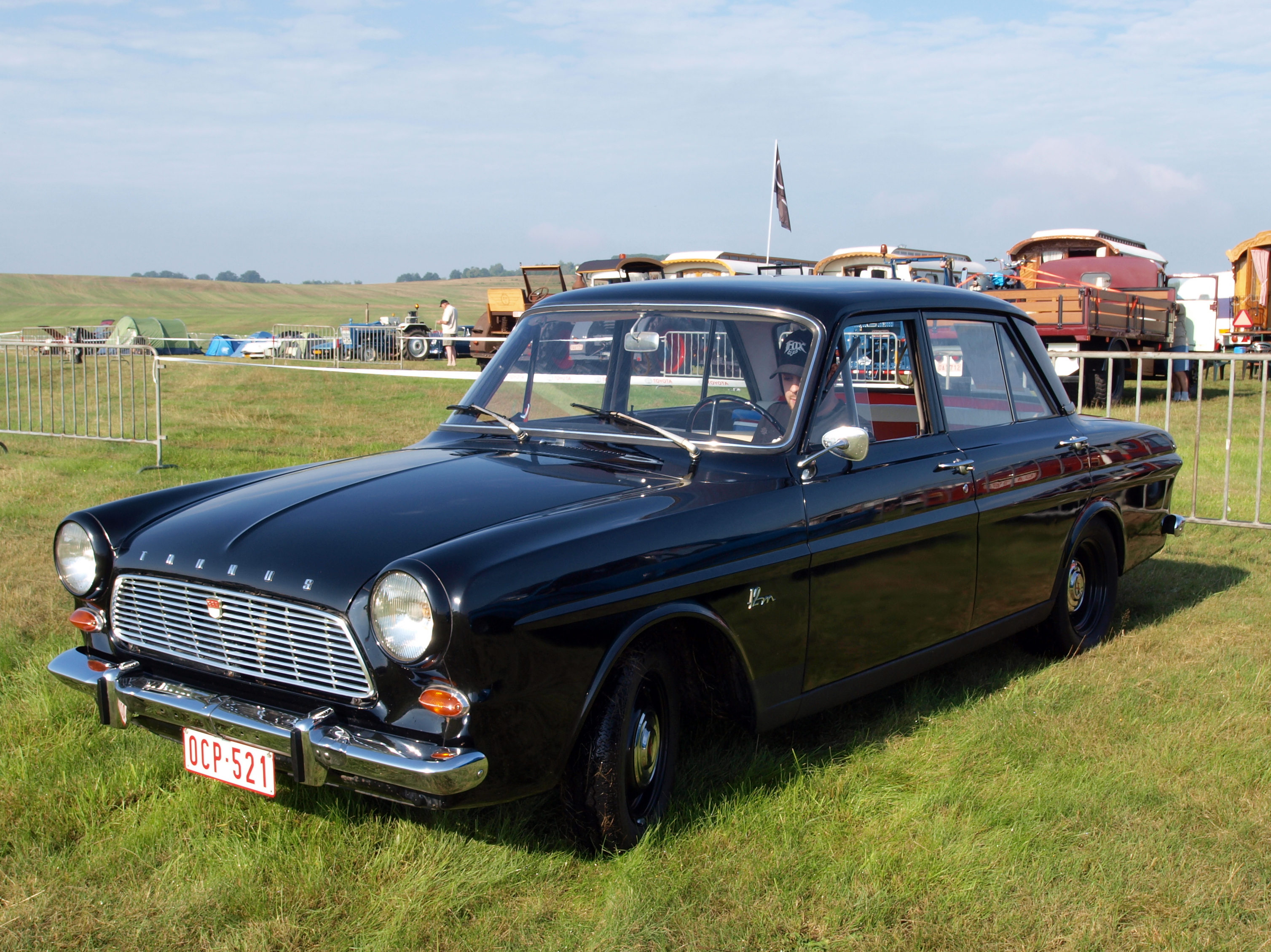
Avec la P1 remplacée par la P4, la Taunus 12M était désormais disponible avec quatre portes.
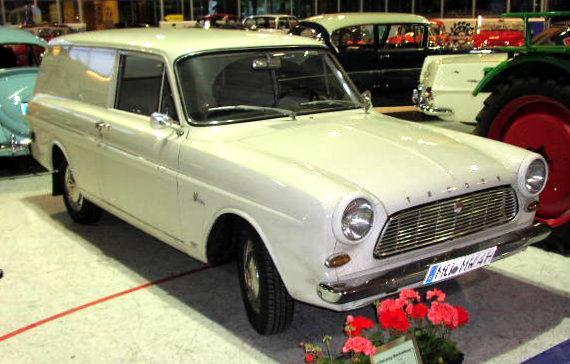
Le break a également servi de base à une berline de livraison.
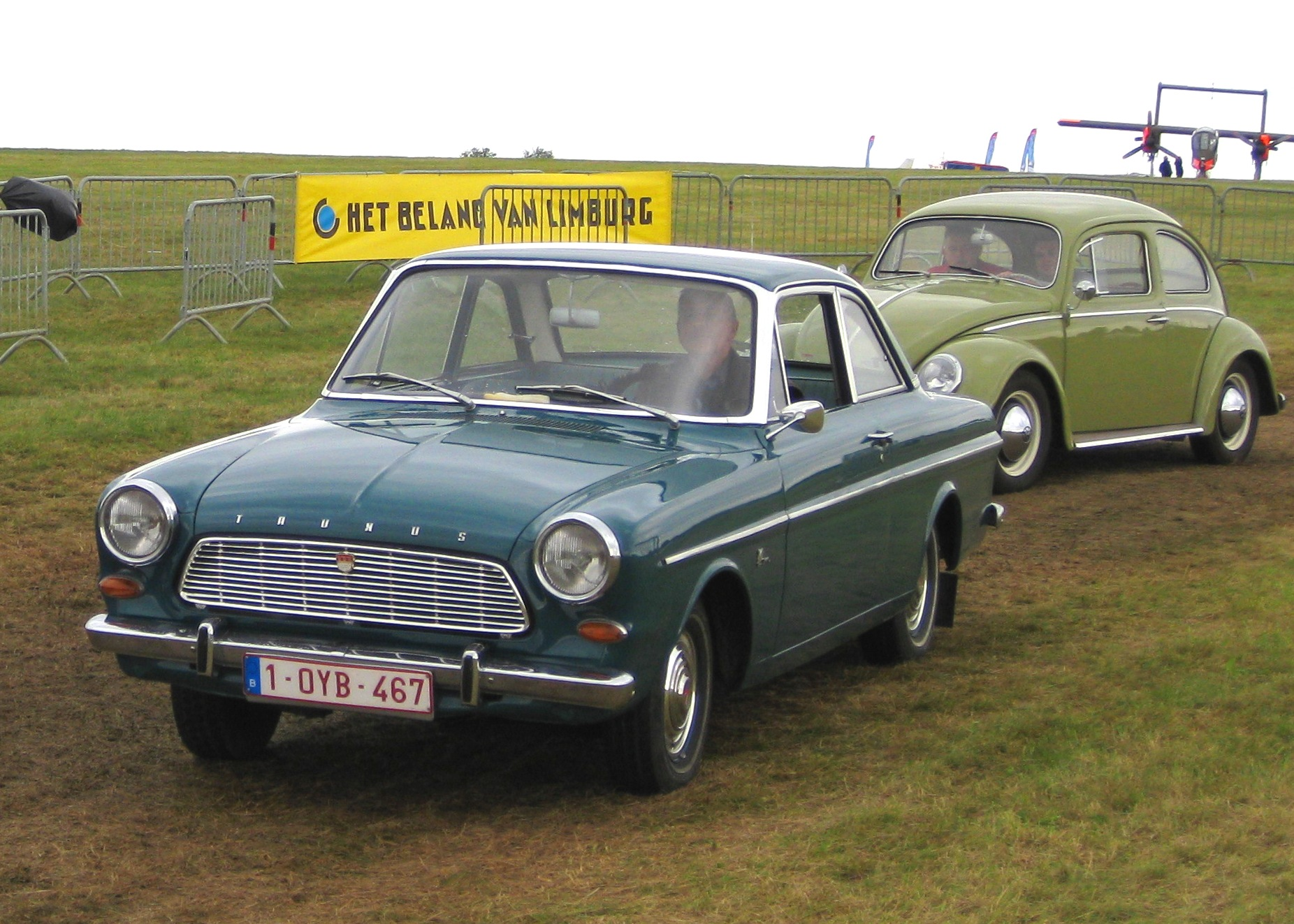
Ford Taunus 12M Coupé.

## Design nord-américain
La Ford Taunus de 1952 avait reçu une nouvelle carrosserie élégante, mais son moteur a peu changé de l'unité (à l'origine britannique) montée en 1935 dans la Ford Eifel, et d'autres fondements, y compris son essieu arrière et sa suspension, ont peu changé de ceux de la Ford Taunus G93A de 1939. En revanche, la P4, conçue à l'origine pour une fabrication à grande échelle en Amérique du Nord, était techniquement innovante, avec un nouveau moteur V4 compact qui servirait de base aux moteurs conçus et produits par Ford Allemagne pendant vingt ans. La Taunus P4 avait également une conception à traction avant à une époque où la plupart des autres constructeurs automobiles ouest-allemands, à l'exception d'Auto-Union/DKW, évitaient encore ce qui était alors considéré comme une configuration inutilement compliquée.
La décision, prise seulement après la préparation du nouveau modèle pour la production, de ne pas construire la Ford Cardinal en Amérique du Nord était le résultat d'un examen des « opportunités de commercialisation » sur le marché américain. En 1960, un prototype a été livré à Ford à Cologne. La forme du modèle qui a émergé de la chaîne de production de Köln-Niehl deux ans plus tard serait inchangée. Le seul faisceau de feux arrière entièrement rouge était considéré comme un signe révélateur de la provenance américaine de la voiture à une époque où les clignotants orange, indépendants des feux stop, étaient de plus en plus courants sur les voitures européennes. Le volant bombé était une autre caractéristique que l'on ne trouve normalement pas dans les conceptions européennes de l'époque.

## Lancement sur le marché
La Taunus P4 est arrivée sur le marché en septembre 1962 : elle a reçu un accueil assez positif. C'était évidemment une voiture moderne. Ses concepteurs nord-américains avaient mis au point une voiture beaucoup plus grande et plus spacieuse que la norme établie par la Volkswagen qui dominait désormais la catégorie des petites berlines en Allemagne. Malheureusement, les P4 ont souffert de nombreux problèmes de démarrage, ce qui suggère que l'adaptation de la voiture aux conditions allemandes peut avoir été un exercice quelque peu précipité. Au cours de sa durée de vie de quatre ans, le modèle Taunus 12M a été produit à un rythme moyen de plus de 150 000 unités par an, ce qui a utilement contribué aux chiffres de vente, mais a très peu perturbé la domination de la Volkswagen Coccinelle dans le secteur du marché des petites voitures qui, à cette époque, était principalement freinée par le manque de capacité de production.

## Moteur et train roulant
Le nouveau moteur V4 était monté bien en avant de la voiture, son centre étant devant les roues avant. Elle incorporait un arbre d'équilibrage pour tenter de compenser une partie du déséquilibre résultant du positionnement non conventionnel des quatre manivelles par rapport aux trois paliers du vilebrequin. À ce stade, les commentateurs[réf. nécessaire] ont néanmoins trouvé l'unité V4 "plus rugueuse" et plus bruyante que les unités à cylindres en ligne comparables. La pompe à eau et le thermostat étaient logés dans une unité scellée, protégée en permanence par un antigel. Le ventilateur était thermostaté, ce qui était encore une caractéristique inhabituelle à cette époque. Une caractéristique accrocheuse introduite sous le capot en 1964 était un code couleur sur le cache-culbuteur en fonction du type de moteur. Les moteurs de 40 ch (29 kW) étaient codés en vert, 50 ch (37 kW) en bleu et 65 ch (48 kW) en rouge. (La version de 55 ch (40 kW) a été remplacée la même année par l'unité plus puissante de 65 ch (48 kW).)
Le moteur V4 compact et moderne a placé Ford Allemagne dans la position jusqu'ici inconnue de donner le rythme, et la société a pu vendre l'unité à d'autres petits constructeurs européens. C'est le moteur que Saab a ensuite utilisé pour son modèle 96 après avoir abandonné son engagement pour la puissance à deux temps. Le moteur V4 compact de Ford a également trouvé sa place dans la voiture de sport Matra 530.
La puissance était transférée par un embrayage à disque sec unique aux roues avant. La boîte de vitesses manuelle à quatre vitesses était synchronisée sur les quatre rapports et était contrôlée au moyen d'un levier monté sur colonne. Les joints homocinétiques nécessaires pour combiner la transmission de puissance avec les fonctions de direction et de suspension impliquaient une combinaison de technologies d'ingénierie et de matériaux qui à l'époque étaient encore considérées comme "de pointe" bien que la traction avant appliquée aux voitures plus légères avec des moteurs plus légers et moins puissants soit devenue courante en Allemagne au cours des trois décennies précédentes, à la suite de l’application novatrice des différentes techniques impliquées dans les petites voitures badgées DKW d’Auto Union.
Outre la traction avant innovante, une caractéristique particulière à l'avant de la Taunus P4 impliquait des bras de suspension avant qui étaient connectés au bloc moteur/boîte de vitesses, remplissant ainsi une fonction de support non conventionnelle. Au-dessus d'eux, les ressorts à lames montés transversalement étaient liés à une traverse qui était fixée au plancher, et donc une partie de la carrosserie monocoque. À l'automne 1964, les différents éléments ont été réorganisés et il est devenu possible de considérablement assouplir la suspension avant: après cela, il a été signalé que le niveau de vibration du moteur atteignant le conducteur était beaucoup plus réduit. Cependant, ces réarrangements incorporaient également un affaiblissement de la commande anti-roulis à l'avant de la voiture qui risquait désormais de se pencher excessivement dans les virages. Cet effet a été contré par la substitution d'amortisseurs plus solidement installés tandis que deux connexions de support supplémentaires ont été ajoutées à l'avant afin de rendre la direction et l'alignement plus précisément contrôlables.
Fin 1964, les freins à disque ont remplacé les tambours sur l'essieu avant. (Le plus grand modèle sœur de Ford, la Ford Taunus P3, avait reçu cette même mise à niveau l’année précédente).
La Taunus P4 utilisait un système électrique de 6 volts qui devenait désormais inhabituel en Allemagne, bien qu'à ce stade, la Volkswagen Coccinelle, elle aussi, n'ait pas encore migré vers un système électrique de 12 volts.

## Carrosserie
Les Taunus P4 se présentent sous la forme de berlines deux ou quatre portes. Un break trois portes était également proposé: celui-ci n'utilisait pas l'appellation « Turnier » du plus grand 17M break, bien que le nom « Turnier » devienne plus tard utilisé par Ford Allemagne pour tous ses breaks. Le break a également servi de base à une fourgonnette. En outre, Ford a proposé un coupé deux portes construit d'usine qui était en fait une simple berline deux portes avec une ligne de toit raccourcie et une lunette arrière fortement inclinée. Le coupé offrait exactement le même espace intérieur que la berline deux portes jusqu'au niveau du milieu de la voiture, mais l'espace pour la tête pour ceux sur la banquette arrière était sévèrement restreint.
Les feux arrière avaient chacun un couvercle entièrement rouge et ne contenaient que deux ampoules. L'une des ampoules fonctionnait comme un feu stop conventionnel. L'autre ampoule de feu arrière contenait deux filaments, dont l'un était relié avec l'interrupteur d'éclairage et le second clignotait lorsque l'interrupteur des clignotants était utilisé, de sorte que le trafic suivant ne voyait qu'un seul feu devenir successivement et rythmiquement plus brillant et moins brillant lorsque le la voiture était sur le point de tourner. L'effet aurait été insignifiant pour les conducteurs nord-américains, mais a déclenché des commentaires en Europe. Là-bas, même lorsque des unités de feux arrière monoblocs sont montées, les feux clignotants arrière étaient et sont normalement inclus dans leur propre partie distincte dans l'unités de feux arrière monoblocs.

## Évolution
Les principaux changements au cours des quatre années de production de la voiture ont eu lieu sous la carrosserie et n'ont reçu qu'une publicité étouffée, car beaucoup impliquaient des modifications de suspension avec un processus de développement plus lent et plus minutieux qui aurait pu sembler inutile.
Un changement important à la lumière des développements ultérieurs a été le transfert de la production depuis l'usine allemande de Ford vers une usine moderne nouvellement ouverte à Genk, dans le Limbourg belge, à une heure à l'ouest du siège social de la société à Cologne. Initialement, la P4 était exclusivement construite à l'usine Ford de Cologne, mais à partir d'août 1963, la P4 est devenue le premier modèle en volume à Genk et au moment où la P4 a été remplacée trois ans plus tard, presque toutes les voitures y étaient produites. L'usine de Genk est ensuite devenue l'usine de tête puis la seule usine de production de la Ford Sierra avant d'être rééquipée pour le lancement de la Mondeo à traction avant.

## Briseuse de record
Pendant 142 jours en 1963, une Ford Taunus 12M de spécification standard a parcouru 356 273 km autour d'une piste de course désaffectée à Miramas à une vitesse moyenne de 106,48 km/h.

## Remplacement
La Taunus P4 a été remplacée en 1966 par la Ford Taunus P6 qui suivait à peu près la même architecture mais était légèrement plus grande, et donc encore plus spacieuse que la Volkswagen, la petite voiture la plus vendue en Allemagne tout au long de cette période.
Au moment de son remplacement, la Taunus P4 avait enregistré des ventes de 672 695 unités au cours d'une période de production de quatre ans. Le total des ventes était une amélioration significative par rapport aux volumes de ventes réalisés par sa prédécesseur, mais la taille globale du marché augmentait également au début des années 1960, et dans sa catégorie, la Ford 12M a été poussée à la troisième place dans le marché intérieur par la réapparition d'Opel dans le segment, renouant avec un nouveau modèle d'Opel Kadett qui, comme la Ford, est apparue en 1962. La Kadett a été remplacée par un modèle amélioré après seulement trois ans lorsque le volume de production sur trois ans de la Kadett de 649 512 unités était inférieur de 5% à la production totale réalisée par la Ford sur quatre ans.

## Données techniques
|                                     | 12M (1962) | 12M 1.5 l (1962) | 12M TS (1962) | 12M TS (1964) |
| ----------------------------------- | --- | --- | --- | --- |
| Moteur:                             | V4 à quatre temps | V4 à quatre temps | V4 à quatre temps | V4 à quatre temps |
| Cylindrée du moteur                 | 1 183 cm3 | 1 498 cm3 | 1 498 cm3 | 1 498 cm3 |
| Alésage × course                    | 80 × 58,9 mm | 90 × 58,9 mm | 90 × 58,9 mm | 90 × 58,9 mm |
| Puissance maximale par tr/min:      | 29 kW (40 ch) à 4 500 tr/min | 37 kW (50 ch) à 4 500 tr/min | 40 kW (55 ch) à 4 500 tr/min | 48 kW (65 ch) à 4 500 tr/min |
| Couple maximum par tr/min           | 78 N m à 2 400 tr/min | 108 N m à 2 400 tr/min | 108 N m à 2 300 tr/min | 108 N m à 2 300 tr/min |
| Ratio de compression:               | 7,8:1 | 8,0:1 | 8,5:1 | 9,0:1 |
| Engrenage de soupape                | Arbre à cames central entraîné par un engrenage hors du vilebrequin, deux arbres à culbuteurs en tête simples entraînés par des tiges de poussée | Arbre à cames central entraîné par un engrenage hors du vilebrequin, deux arbres à culbuteurs en tête simples entraînés par des tiges de poussée | Arbre à cames central entraîné par un engrenage hors du vilebrequin, deux arbres à culbuteurs en tête simples entraînés par des tiges de poussée | Arbre à cames central entraîné par un engrenage hors du vilebrequin, deux arbres à culbuteurs en tête simples entraînés par des tiges de poussée |
| Refroidissement                     | Refroidi par eau, avec pompe et ventilateur thermostaté, unité scellée en permanence avec antigel (6,5 litres)                                   | Refroidi par eau, avec pompe et ventilateur thermostaté, unité scellée en permanence avec antigel (6,5 litres)                                   | Refroidi par eau, avec pompe et ventilateur thermostaté, unité scellée en permanence avec antigel (6,5 litres)                                   | Refroidi par eau, avec pompe et ventilateur thermostaté, unité scellée en permanence avec antigel (6,5 litres)                                   |
| Transmission                        | Manuelle à 4 rapports synchronisée, levier de changement de vitesse monté sur colonne                                                            | Manuelle à 4 rapports synchronisée, levier de changement de vitesse monté sur colonne                                                            | Manuelle à 4 rapports synchronisée, levier de changement de vitesse monté sur colonne                                                            | Manuelle à 4 rapports synchronisée, levier de changement de vitesse monté sur colonne                                                            |
| Suspension de roue avant            | Triangle inférieur, ressort à lame transversal supérieur, amortisseurs télescopiques, barre stabilisatrice                                       | Triangle inférieur, ressort à lame transversal supérieur, amortisseurs télescopiques, barre stabilisatrice                                       | Triangle inférieur, ressort à lame transversal supérieur, amortisseurs télescopiques, barre stabilisatrice                                       | Triangle inférieur, ressort à lame transversal supérieur, amortisseurs télescopiques, barre stabilisatrice                                       |
| Suspension de roue arrière          | Essieu à poutre vive, amortisseurs télescopiques à ressort à lames semi-elliptiques, barre stabilisatrice (jusqu'en 1964)                        | Essieu à poutre vive, amortisseurs télescopiques à ressort à lames semi-elliptiques, barre stabilisatrice (jusqu'en 1964)                        | Essieu à poutre vive, amortisseurs télescopiques à ressort à lames semi-elliptiques, barre stabilisatrice (jusqu'en 1964)                        | Essieu à poutre vive, amortisseurs télescopiques à ressort à lames semi-elliptiques, barre stabilisatrice (jusqu'en 1964)                        |
| Direction                           | Bille de recirculation | Bille de recirculation | Bille de recirculation | Bille de recirculation |
| Système électrique                  | 6 volts | 6 volts | 6 volts | 6 volts |
| Carrosserie                         | Tout en acier avec plancher soudé | Tout en acier avec plancher soudé | Tout en acier avec plancher soudé | Tout en acier avec plancher soudé |
| Voie avant/arrière                  | 1 245–1 245 mm | 1 245–1 245 mm | 1 245–1 245 mm | 1 245–1 245 mm |
| Empattement                         | 2 527 mm | 2 527 mm | 2 527 mm | 2 527 mm |
| Taille des pneus                    | 5.60–13 (berline et coupé), 5.90–13 (break) | 5.60–13 (berline et coupé), 5.90–13 (break) | 5.60–13 (berline et coupé), 5.90–13 (break) | 5.60–13 (berline et coupé), 5.90–13 (break) |
| Dimensions extérieures Lo × La × H: | 4 248 × 1 594 × 1 458 mm | 4 248 × 1 594 × 1 458 mm | 4 322 × 1 594 × 1 458 mm | 4 322 × 1 594 × 1 458 mm |
| Poids à vide (berline):             | 860 kg | 860 kg | 870 kg | 870 kg |
| Vitesse de pointe                   | 123 km/h | 130 km/h | 139 km/h | 147 km/h |